# Ángel David Revilla
Ángel David Revilla (sinh ngày 16 tháng 7 năm 1982), thường được biết đến với Gross Rotzank, là một nhà văn người Venezuela hiện đang sống ở Buenos Aires, Argentina.

## Sự nghiệp

### YouTube
Revilla đã tạo kênh DrossRotzank vào ngày 9 tháng 3 năm 2006. Hai năm sau, ngày 1 tháng 10 năm 2008, anh đã tải lên video đầu tiên có tên là Dross juega I wanna be the guy.
Anh đạt 100,000 lượt đăng ký vào năm 2012, 1,000,000 lượt đăng ký vào năm 2013, và 10,000,000 lượt đăng ký vào năm 2016.
Tính đến Tháng 8 năm 2018, kênh anh đã có 14 triệu lượt đăng ký và có hơn 3 tỷ lượt xem.
Video có số lượt xem nhiều nhất của kênh anh là video Las 7 cosas más asquerosas encontradas en comidas de McDonalds với 37 triệu lượt xem vào ngày 30 tháng 8 năm 2018. Video đã ra vào ngày 27 tháng 4 năm 2014.
Với 14.7 triệu lượt đăng ký, Revilla đã trở thành kênh được đăng ký nhiều nhất ở Argentina.

### Nhà văn
- Luna de Plutón (Pluto's Moon) (2015)[1][3][4]
- El Festival de la blasfemia (The Festival of Blasphemy) (2016)[5]
- Luna de Plutón II: La Guerra de Ysaak (Pluto's moon 2: The war of Ysaak) (Tháng 3 năm 2017)[6]
- Valle de la Calma (Valley of Calm) (2018).[7][8]